# Dolors Majoral i Puig
Dolors Majoral i Puig, coneguda també com a Lola Majoral (Rubí, 1951) és una actriu i directora teatral catalana, representant històrica del Feminisme radical i una de les iniciadores del moviment de lesbianes separatistes.
Nascuda a Rubí en el sí d'una família molt catòlica, des de petita es va sentir atreta per la interpretació i als 10 anys va debutar en el seu primer paper escènic, afició que compaginà amb els estudis convencionals i les actuacions en grups de Teatre amateur. Va cursar estudis d'Art dramàtic a L'institut del Teatre de Terrassa, i aviat va ser conscient de la seva orientació sexual, malgrat que en aquells anys, la Dictadura Franquista controlava la vida de les persones, i les dones havien perdut tots els drets adquirits durant la Segona Repùblica Espanyola. L'Església Catòlica i la ciència médica també estigmatitzaven el lesbianisme i podien ser sotmeses a rehabilitació o acabar a la presó en aplicació de les successives Ley de vagos y maleantes, Llei sobre perillositat i rehabilitació social i la Llei d'escàndol públic, encara que a elles els era més fàcil passar desapercebudes.
La mort del General Franco, va donar pas a una incipient democràcia amb canvis polítics i socials que no podien ignorar les reivindicacions de gais i lesbianes, moltes d'elles enquadrades en moviments feministes.
El 1976 se celebraren amb gran èxit les Jornades Catalanes de la dona, i es reclamaren canvis profunds de la societat, de les relacions entre homes i dones, i el dret a la propia sexualitat.
A l'inici de la dècada dels 80 Dolors Majoral va conèixer la filòsofa Gretel Ammann, ideòloga i activista del lesbianisme separatista, teoria amb la qual se sentí completament identificada. Van compartir militància i projectes, i més tard van ser parella durant 18 anys. Crearen el primer grup de teatre format exclusivament per dones: El Grup Gram, i el 1984 obrieren al seu domicili del carrer Roselló de Barcelona, El Centro (Centre d'Estudis de la Dona) un espai de retrobament dels orígens matriarcals i de transmissió de coneixements, amb intercanvis i connexions amb companyes de diversos països, mitjançant la revista La Red de Amazonas (1985). El 1986 organitzàren la Primera Escola d'Estiu, i amb Xesca Camps i Carmen Suárez, després d'unes jornades a París, van posar en marxa l'associació cultural La nostra Illa, des d'on impulsaren diverses revistes i publicacions, destacant Laberint, que durà més d'una dècada. L'efervescència de llurs reivindicacions, es va traduir en innombrables participacions a nivell nacional i europeu, destacant les jornades de Ginebra i Berlín, on Dolors va participar amb l'espectacle Lola's Clown. L'any 1987 davant la impossibilitat de disposar d'un espai propi, després d'infructuoses negociacions amb l'Ajuntament, Dolors i Gretel participaren conjuntament amb un centenar de dones en l'ocupació d'un local del carrer Font Honrada del Poble Sec, del qual foren desallotjades per la policia al cap d'onze dies. Malgrat tot, aquest fet desencallà la situació i s'inicià la negociació que va propiciar el naixement de la primera Seu de Ca la Dona, el 1988.
Gretel Ammann va morir l'any 2000 i des de llavors Dolors Majoral ha sigut la conservadora i transmissora del seu llegat. Feu donació de l'arxiu al centre de documentació de Ca la Dona, i ha continuat col·laborant en conferències, representacions, taules rodones, Ràdio i TV i exposicions.